# Afrotrichloris hyaloptera
Afrotrichloris hyaloptera är en gräsart som beskrevs av Clayton. Afrotrichloris hyaloptera ingår i släktet Afrotrichloris och familjen gräs.
Artens utbredningsområde är Somalia. Inga underarter finns listade i Catalogue of Life.